# Фойхт
Фойхт (нем. Feucht) — община  в Германии, в Республике Бавария.
Подчиняется административному округу Средняя Франкония. Входит в состав района Нюрнбергер-Ланд.  Население составляет 13 329 человек (на 31 декабря 2010 года). Занимает площадь 9,59 км². Региональный шифр  —  09 5 74 123. Местные регистрационные номера транспортных средств (коды автомобильных номеров) (нем. Kraftfahrzeugkennzeichen) — LAU.
Община подразделяется на 5 сельских округов.

## Население
По оценке на 31 декабря 2015 года население общины составляет 13 491 чел.
| Дата      | 1840 | 1871 | 1900 | 1925 | 1939 | 1950 | 1961 | 1970 | 1987  | 2011  |
| --------- | ---- | ---- | ---- | ---- | ---- | ---- | ---- | ---- | ----- | ----- |
| Население | 824  | 1007 | 1245 | 1859 | 3456 | 5143 | 7894 | 9982 | 12139 | 12392 |

| Год       | 1960 | 1970  | 1980  | 1990  | 2000  | 2009  | 2010  | 2011  | 2012  | 2013  | 2014  | 2015  |
| --------- | ---- | ----- | ----- | ----- | ----- | ----- | ----- | ----- | ----- | ----- | ----- | ----- |
| Население | 7955 | 10105 | 11379 | 12646 | 13764 | 13260 | 13329 | 12420 | 12449 | 12737 | 13092 | 13491 |